# Philip Warwick
Sir Philip Warwick (24 décembre 1609-15 janvier 1683), écrivain et homme politique anglais, né à Westminster, est le fils de Thomas Warwick, ou Warrick, un musicien.

## Biographie
Il fait ses études au Collège d'Eton, il voyage à l'étranger pendant un certain temps et en 1636 devient secrétaire du lord grand trésorier, William Juxon ; plus tard, il est membre du Long Parlement, pour New Radnor Boroughs, étant l'un de ceux qui votent contre la mise hors la loi de Strafford et qui suivent Charles Ier à Oxford. Il combat à Edgehill et est l'un des secrétaires du roi lors des négociations avec le parlement à Hampton Court, ainsi que lors de celles de Newport, Charles faisant l'éloge de ses services juste avant son exécution.
Restant en Angleterre, Warwick est passivement fidèle à Charles II pendant la période du Commonwealth anglais et jouit de la confiance des dirigeants royalistes. En 1660, le roi le nomme chevalier, et en 1661 il devient député de Westminster et secrétaire d'un autre Lord grand trésorier, Lord Southampton, conservant ce poste jusqu'à ce que le trésor soit mis en commission à la mort de Southampton en mai 1667.
Le fils unique de Warwick, le jeune Philip Warwick (1640-1683), est envoyé en Suède en 1680 .
Warwick est surtout connu pour ses Mémoires du règne du roi Charles Ier, avec une suite à l'heureuse restauration du roi Charles II, écrits entre 1675 et 1677 et publiés à Londres en 1701. 